# Pozzilli
Pozzilli är en ort och kommun i provinsen Isernia i regionen Molise i Italien. Kommunen hade 2 297 invånare (2018).